# Weddelleiland
Weddelleiland (En.: Weddell Island) is het op twee na grootste eiland van de Falklandeilanden. Het ligt ten zuidwesten van West-Falkland.
Het eiland is 254 km² in oppervlakte. Op het eiland ligt een nederzetting, die Weddell heet. Tot in de negentiende eeuw heette het eiland Swan Island (Zwaneneiland).
Ook Weddelleiland staat bekend om zeehonden, pinguïns, Patagonische vossen, dolfijnen, en daarnaast ook parkieten en zeeleeuwen.